# Viola lanifera
Viola lanifera är en violväxtart som beskrevs av Wilhelm Becker. Viola lanifera ingår i släktet violer, och familjen violväxter. Inga underarter finns listade i Catalogue of Life.